# Bufo aspinius
Bufo aspinius är en groddjursart som först beskrevs av Rao och Yang 1994.  Bufo aspinius ingår i släktet Bufo och familjen paddor. Inga underarter finns listade.
Denna padda lever endemisk i en liten region i provinsen Yunnan i Kina. Den vistas i bergstrakter mellan 1800 och 2400 meter över havet. Habitatet utgörs av bergsskogar, träskmarker och odlingsmark. Exemplaren vistas intill vattenansamlingar. Hannen parar sig i två till fyra dagar med honan. Sedan lägger honan 1500 till 3000 ägg.
Beståndet hotas av landskapsförändringar. Utbredningsområdet är begränsat. IUCN kategoriserar arten globalt som starkt hotad.